# Poiana
Poiana (Африканський лінзанг) — рід ссавців родини Віверових (Viverridae). Рід поширений у країнах Західної та Центральної Африки. Родова назва походить від Fernando Pó, старої назви острова Біоко, на якому він був захоплений перший відомий екземпляр.

## Морфологія
Морфометрія. Середня довжина голови й тіла: 384 мм, середня довжина хвоста: 365 мм.
Опис. Загальний колір тіла, від світле-коричнувато-сірого до іржаво-жовтого. Хутро вкрите плямами і смугами, колір яких від темно-коричневого до чорного. деякі особини мають почергово широкі й вузькі чорні смуги на хвості, тоді як інші особини мають лише широкі смуги. Цей рід відрізняється від азійських лізангів (Prionodon) тим, що плями мають менші розміри і не виявляють тенденцію об'єднуватись в групи чи смуги, за винятком областей голови і плечей. Він також відрізняється від них, і нагадує Genetta, тим, що має вузькі голі лінії на підошві кожної із задніх лап.

## Поведінка, життєвий цикл
Це тварини лісу, що ведуть нічний спосіб життя. Будує округле гніздо із зеленої маси, в якому кілька особин спить протягом кількох днів, а потім переходить на нове місце і будує нове гніздо. Гнізда, принаймні за два метри над землею, хоча як правило, вище. Поживу складають горіхи коли, інші рослинні матеріали, комахи і молоді птахи. Може бути два виводки на рік по два-три дитинча. Полонена Poiana richardsonii жила 5 років і 4 місяці.